# 穆薩納社團
穆薩納社團全稱為阿爾-穆薩納社團又稱穆薩納黨或阿爾-穆薩納黨（阿拉伯語：نادي المثنى；英語：Al-Muthanna Club）。是一個於1935年在巴格達成立的伊拉克政黨。1935年到1937年間曾是伊拉克王國最大的泛阿拉伯伊斯蘭法西斯主義政黨，直到1941年，親軸心的拉希德·阿里·蓋拉尼在德國及義大利支持下發動政變，使英國占領伊拉克，該黨也因此被解散。

## 參见
- 阿明·侯赛尼
- 拉希德·阿里·盖拉尼